# Santuari del Bom Jesus de Matosinhos
El santuari del Bom Jesus de Matosinhos El santuari està situat al turó de Maranhao, a la ciutat brasilera de Congonhas,a l'estat de Minas Gerais al Brasil.Protegit pel IPHAN, està protegit des del 1939 com a Monument Històric Nacional, i també està inscrita a la llista del Patrimoni de la Humanitat de la UNESCO des del 1985.
És un complex arquitectònic que consta d'una basílica, una plaça amb escultures dels dotze profetes obra de l'escultor Aleijadinho i sis capelles amb escenes de la Passió de Crist.
El conjunt va ser construït en diverses etapes, en els segles XVIII i xix per diversos mestres, artesans i pintors com Antonio Francisco Lisboa, Aleijadinho, i Manuel da Costa Athayde.
La fundació del temple s'atribueix al portuguès Feliciano Mendes, que greument malalt, es va comprometre a construir un temple al Bom Jesus de Matosinhos, com el que hi havia a Braga,a la seva pàtria, si s'arribava a curar.
La primera església del nou Matosinhos de Minas Gerais va ser construït el 1773, anys més tard, entre 1780 i 1793 es va construir el Via Crucis, al peu del turó fins al santuari. Al 26 de juliol de 1957 el Papa Pius XII, reconeixent la importància històrica, artística i religiosa, va aixecar l'església principal de la dignitat i la Basílica Menor. El Via Crucis es compon d'una sèrie de capelles de planta quadrada, parets blanques i el sostre de quatre aigües amb escenes de la Passió de Crist representat per conjunts de cedre tallat escultòric i multicolor, arran de l'estètica i sentimental rebruscada del rococó.
El camí sagrat es porta a terme en forma de ziga-zaga, pujant una costa simbòlic en el qual es van organitzar processons de penitència per expiar els pecats de la societat opulenta de finals del segle xviii en aquest important centre miner de negocis del Nou Món.